# Hans Wolf-Watz
Hans Wolf-Watz, född 1945, är en svensk molekylärbiolog. Han disputerade 1976 vid Umeå universitet där han senare blivit professor i tillämpad molekylärbiologi. Han blev ledamot av Vetenskapsakademien 1997.

### Tryckt litteratur
- Kungl. vetenskapsakademien, Matrikel 1998/1999, ISSN 0302-6558, sid. 114.